# Свистун (амфібія)
Свистун (Leptodactylus) — рід земноводних родини Свистунові (Leptodactylidae) ряду Безхвості. У складі роду — 90 видів.

## Опис
Загальна довжина представників цього роду коливається від 3 до 20 см. Спостерігається статевий диморфізм: у значної кількості видів самці більші за самиць, хоча є також види, де навпаки самиці більша самця. Голова товста. Очі доволі великі. Барабанна перетинка помітна, має округлу форму. Тулуб масивний. Хребці передньовігнуті (процельні). Ребра відсутні. Задні кінцівки довші за передні. У більшості видів другий палець задньої лапи довший за інші. Пальців зазвичай 3—5. Плавальна перетинка переважно слабко виражена або зовсім відсутня.
У забарвленні спини переважають зелені, коричневі, бурі, оливкові, часто з різними плямочками, цяточками або тонкими смужками світлішого кольору. Зазвичай черево має білий або бежевий колір. У багатьох видів верхня сторона рота біла. Тому іноді цих амфібій називають білогубими.

## Спосіб життя
Полюбляють тропічні та субтропічні ліси, трав'янисту місцину, савани, напівпустелі. Ведуть наземний або напівводний спосіб життя. Активні вночі. Живляться переважно різними безхребетними.
Усі й інші представники родини видають гучні звуки, що нагадують свист. Це яйцекладні земноводні. Самиці відкладають 1000—2000 яєць у ямку або у своєрідне гніздо, що розташовується у воді.

## Розповсюдження
Мешкають від південної частини Північної Америки до Південної Америки, часто зустрічаються на Антильських островах.

## Види
| - Leptodactylus ajurauna - Leptodactylus albilabris - Leptodactylus andreae - Leptodactylus apepyta - Leptodactylus araucaria - Leptodactylus bokermanni - Leptodactylus bolivianus - Leptodactylus bufonius - Leptodactylus caatingae - Leptodactylus camaquara - Leptodactylus chaquensis - Leptodactylus coca - Leptodactylus colombiensis - Leptodactylus cunicularius - Leptodactylus cupreus - Leptodactylus didymus - Leptodactylus diedrus - Leptodactylus diptyx - Leptodactylus discodactylus - Leptodactylus elenae - Leptodactylus engelsi - Leptodactylus fallax - Leptodactylus flavopictus - Leptodactylus fragilis - Leptodactylus furnarius - Leptodactylus fuscus - Leptodactylus gracilis - Leptodactylus griseigularis - Leptodactylus guianensis - Leptodactylus heyeri - Leptodactylus hylaedactylus | - Leptodactylus hylodes - Leptodactylus jolyi - Leptodactylus knudseni - Leptodactylus labrosus - Leptodactylus labyrinthicus - Leptodactylus laticeps - Leptodactylus latinasus - Leptodactylus latrans - Leptodactylus lauramiriamae - Leptodactylus leptodactyloides - Leptodactylus lineatus - Leptodactylus lithonaetes - Leptodactylus longirostris - Leptodactylus lutzi - Leptodactylus macrosternum - Leptodactylus magistris - Leptodactylus marambaiae - Leptodactylus marmoratus - Leptodactylus martinezi - Leptodactylus melanonotus - Leptodactylus myersi - Leptodactylus mystaceus - Leptodactylus mystacinus - Leptodactylus nanus - Leptodactylus natalensis - Leptodactylus nesiotus - Leptodactylus notoaktites - Leptodactylus ochraceus - Leptodactylus paraensis - Leptodactylus pascoensis | - Leptodactylus pentadactylus - Leptodactylus peritoaktites - Leptodactylus petersii - Leptodactylus plaumanni - Leptodactylus podicipinus - Leptodactylus poecilochilus - Leptodactylus pustulatus - Leptodactylus rhodomerus - Leptodactylus rhodomystax - Leptodactylus rhodonotus - Leptodactylus rhodostima - Leptodactylus riveroi - Leptodactylus rugosus - Leptodactylus sabanensis - Leptodactylus savagei - Leptodactylus sertanejo - Leptodactylus silvanimbus - Leptodactylus simonstuarti - Leptodactylus spixi - Leptodactylus stenodema - Leptodactylus syphax - Leptodactylus tapiti - Leptodactylus thomei - Leptodactylus troglodytes - Leptodactylus turimiquensis - Leptodactylus validus - Leptodactylus vastus - Leptodactylus ventrimaculatus - Leptodactylus viridis - Leptodactylus wagneri |